# K.A.S.T.A.
K.A.S.T.A. (skrót od Konfederacja Absolwentów Szkoły Technicznej Artykulacji) – polski zespół muzyczny z nurtu hip-hop powstały w 1999 z inicjatywy producenta Oliwera Zulicia znanego jako DJ Kut-O i rapera Waldemara Kieliszaka znanego jako Wall-E. Skład uzupełnił anglojęzyczny raper OMA.
Pierwszy album grupy zatytułowany Kastaniety został wydany w 2002 roku. Wkrótce potem z zespołu odszedł OMA, w którego miejsce dołączył raper Piotr Górny znany jako Donguralesko, z którym w składzie zrealizowany został album pt. Kastatomy.
Zespół gościł na płytach takich wykonawców jak Trzeci Wymiar, DJ 600V, czy WhiteHouse. Rozwinięcie formuły K.A.S.T.A. stanowił kolektyw pod tą samą nazwą, w skład którego poza Waldemarem Kastą, Guralem i DJ-em Kut-O wchodzili: Amos, Deadly Hunta, DJ SPH, Esee, Frenchman, Nullo, One Man Army, Papryka, Pores, Szad i Verte.
Od 2006 brak jest doniesień o działalności zespołu.
W dniu 8-go listopada 2018 roku zapowiedziana została nowa produkcja K.A.S.T.A wyprodukowana przez White House Records.

## Dyskografia
Albumy
| Tytuł      | Dane dot. albumu                                   | Pozycja na liście |
| Tytuł      | Dane dot. albumu                                   | POL               |
| ---------- | -------------------------------------------------- | ----------------- |
| Kastaniety | - Data: 17 sierpnia 2002 - Wydawca: Blend Records  | 17                |
| Kastatomy  | - Data: 29 listopada 2003 - Wydawca: Blend Records | 35                |

Single
| „Peryferie”                                    | 2003 | 18 | Kastaniety |
| „1 2 3” gościnnie: Kut O                       | 2003 | 25 | Kastatomy  |
| „Hip Hop – Raz Dwa Trzy – Da Generation”       | 2003 | —  | —          |
| DJ 600V –„Wychylyłybymy” gościnnie: K.A.S.T.A. | 2004 | 28 | 600 °C     |
| "—" singel nie był notowany.                   |      |    |            |

Inne
| Album                                  | Rok  | Utwór                                                                                               | Źródło |
| -------------------------------------- | ---- | --------------------------------------------------------------------------------------------------- | ------ |
| Magiera/Lulek – 2071                   | 2000 | „Gdy mogę” (gościnnie: K.A.S.T.A.)                                                                  | [ 7 ]  |
| DJ 600V – 600°C                        | 2003 | „Wychylylybymy” (gościnnie: K.A.S.T.A.)                                                             | [ 8 ]  |
| VIVA Hip Hop Vol.2 (kompilacja)        | 2003 | K.A.S.T.A. – „Peryferia”                                                                            | [ 9 ]  |
| WhiteHouse – Kodex 2: Proces           | 2004 | „Taka prawda” (gościnnie: K.A.S.T.A.)                                                               | [ 10 ] |
| ESKA Squad (kompilacja)                | 2004 | K.A.S.T.A. – „1, 2, 3”                                                                              | [ 11 ] |
| WhiteHouse – Kodex 2: Suplement        | 2004 | „Taka prawda (Mixer RMX)” (gościnnie: K.A.S.T.A.) „Taka prawda (Malin RMX)” (gościnnie: K.A.S.T.A.) | [ 12 ] |
| Trzeci Wymiar – Inni niż wszyscy       | 2006 | „Wuuuf” (gościnnie: K.A.S.T.A., Esee)                                                               | [ 13 ] |
| Road Hip-Hop Classic 2008 (kompilacja) | 2008 | K.A.S.T.A. Skład – „Wychylylybymy”                                                                  |        |

## Teledyski
| Utwór                     | Rok  | Reżyseria            | Album      |
| ------------------------- | ---- | -------------------- | ---------- |
| „A po co?”                | 2002 | Dariusz Szermanowicz | Kastaniety |
| „Wrocławska premiera”     | 2002 | —                    | Kastaniety |
| „Peryferie”               | 2003 | Dariusz Szermanowicz | Kastaniety |
| „1,2,3”                   | 2003 | —                    | Kastatomy  |
| „Rzucam”                  | 2003 | Łukasz Tunikowski    | Kastatomy  |
| „Sępy” (gościnnie: Verte) | 2003 | —                    | Kastatomy  |